# Wolfgang Kramp
Wolfgang Kramp (* 17. Februar 1927 in Danzig; † 1983 in Düsseldorf) war ein deutscher Pädagoge, der gemeinsam mit Wolfgang Klafki die Bildungstheoretische Didaktik entwickelt hat.
Kramp studierte erst von 1946 bis 1948 an der Pädagogischen Hochschule Hannover und ging bis 1952 in den Schuldienst. Dann  studierte er Erziehungswissenschaften und Germanistik an der Universität Göttingen und promovierte 1958 bei Erich Weniger über Comenius. Anschließend arbeitete er als Assistent an der PH Oldenburg, dann ab 1961 an der Universität Frankfurt am Main. Er erhielt 1963 eine Professur für Erziehungswissenschaft an der PH Berlin und 1969 an der Universität Düsseldorf eine Professur für Schulpädagogik. Im Berliner Senat war er führend an der Entwicklung der Lehrerausbildung beteiligt.
Während sich sein Mitstreiter Wolfgang Klafki auf die Didaktische Analyse beschränkt hat, hat Kramp die „vier Schritte zur Unterrichtsvorbereitung“ vervollständigt und damit die „Hinweise zur Unterrichtsvorbereitung für Anfänger“ ergänzt. Die vier Schritte sind 1. Pädagogische Vorbesinnung; 2. Didaktische Analyse; 3. Methodische Vorbereitung; 4. Unterrichtsplanung. In der Methodik (Wahl der Unterrichtsverfahren und -mittel) unterscheidet Kramp weiter Unterrichtsphasen (Erstbegegnung, Erarbeitung, Vertiefung, Befestigung, Gestaltung), Unterrichtsarten (Sozialformen) und Unterrichtsformen (Vortrag, Erzählen, Vormachen etc.). Ziel ist die „fruchtbare Begegnung“ (Friedrich Copei, 1930 und 1955) zwischen Kind und Gegenstand. Allerdings werfen ihm Jank/Meyer eine Schematisierung vor, die das Konzept für die Praxis unbrauchbar mache.
In seiner Auseinandersetzung mit der Theorie der Schule (1973) wandte er sich polemisch gegen die üblichen Begründungen für die Schule als Institution und die Schularten, für die die bis dahin vorherrschende Geisteswissenschaftliche Pädagogik nur „ideologische Seligpreisungen“ anbot.

## Schriften
- Hinweise zur Unterrichtsvorbereitung für Anfänger. In: Heinrich Roth/Alfred Blumenthal (Hrsg.): Didaktische Analyse. Auswahl – Grundlegende Aufsätze aus der Zeitschrift Die deutsche Schule., Schroedel, Hannover 1962
- Studien zur Theorie der Schule, Kösel, München 1973